# Pic de las Nieves
Pour les articles homonymes, voir Nieves.
Le pic de las Nieves (en espagnol pozo ou pico de las Nieves signifiant « pic des Neiges ») est le deuxième plus haut sommet de l'île de Grande Canarie, dans les îles Canaries, avec une altitude de 1 950 mètres. Il est situé sur le tripoint des territoires des communes de San Bartolomé de Tirajana, Tejeda et Vega de San Mateo.
Le Pico de las Nieves est traditionnellement considéré comme le point culminant de l'île de Gran Canaria, bien que cela ait été remis en cause, puisqu'il s'agit en fait du Morro de la Agujereada avec 1 961 mètres, à proximité du Pico de las Nieves.

## Géographie
Situé au centre de l'île, le pic de las Nieves s'élève à 1 950 mètres et domine la caldeira de Tejeda. Il est le résultat de la seconde période de volcanisme sur l'archipel survenue au Pliocène (il y a environ 4,5 millions d'années) tout comme le Roque Nublo.
Il accueille à son sommet une installation militaire radar et de télécommunications des forces armées espagnoles.